# The Pipkins
The Pipkins was een Brits popduo, bestaande uit Tony Burrows en Roger Greenaway.

## Geschiedenis
Tony Burrows zong bij veel bands, waaronder The White Plains, Brotherhood of Man en Edison Lighthouse. Met de laatste scoorde hij met Love Grows (Where My Rosemary Goes) een nummer 1-hit in veel hitlijsten.
Roger Greenaway maakte tijdens de jaren 1960 en 1970 deel uit van het succesvolle componisten-duo Cook/Greenaway. Met David Dundas schreef Greenaway in 1976 onder andere de nummer 1-hit Jeans On.
The Pipkins traden op in veel te grote, afgedankte broeken met brede bretels en fel gestreepte hemden. De bekendste song van The Pipkins was de door Albert Hammond en Mike Hazlewood gecomponeerde song Gimme Dat Ding, een humoristisch lied dat afkomstig was uit de Britse kinder tv-serie Oliver & the Overlord.
The Pipkins brachten de twee lp's Gimme dat ding (1970) en We want to sing (1971) uit.

## Discografie

### Singles
- 1970: Gimme Dat Ding

### Albums
- 1970: Gimme Dat Ding
- 1971: We Want to Sing